# Viaggio all'inferno (film)
Viaggio all'inferno (Hearts of Darkness: A Filmmaker's Apocalypse) è un documentario sulla realizzazione del film Apocalypse Now.
Il film si apre sulla conferenza stampa di Francis Ford Coppola in occasione della presentazione di Apocalypse Now al Festival di Cannes del 1979 e sulla sua dichiarazione divenuta famosa: «My film is not a movie. My film is not about Vietnam. It is Vietnam.»

## Produzione
Il titolo deriva dal romanzo Cuore di tenebra di Joseph Conrad che ispirò il film di Coppola. Eleanor Coppola, moglie del regista, aveva effettuato delle riprese durante la lavorazione del film, come pure interviste ai partecipanti. Nel 1990 girò il materiale a due giovani autori, Fax Bahr e George Hickenlooper, che lo montarono assieme a nuove interviste e spezzoni del film.

## Accoglienza
Il documentario venne presentato al Festival di Cannes del 1991 e ricevette critiche molto positive.

## Distribuzione
Negli Stati Uniti venne trasmesso in tv da Showtime e vinse diversi premi. Fu pubblicato in DVD nel novembre 2007 con alcuni bonus, compreso un documentario intitolato Coda sul film di Coppola dello stesso anno Un'altra giovinezza.

## Curiosità
- Alcune frasi della conferenza stampa con cui si apre il documentario sono stati inserite dai Cabaret Voltaire nel brano Project80 e dagli UNKLE in UNKLE Main Title Theme (pezzo del loro album di esordio Psyence Fiction).

## Riconoscimenti
- 1991 - National Board of Review Award
  - National Board of Review Award al miglior documentario
- 1992 - American Cinema Editors
  - Miglior montaggio di un documentario
- 1992 - Emmy Award
- 1992 - IDA Award
- 1993 - Kansas City Film Critics Circle Awards 
  - Miglior documentario